# Чевиот, Лилиан
Лилиан Чевиот (1876—1936) — английская художница, работавшая с 1894 по 1924 год.

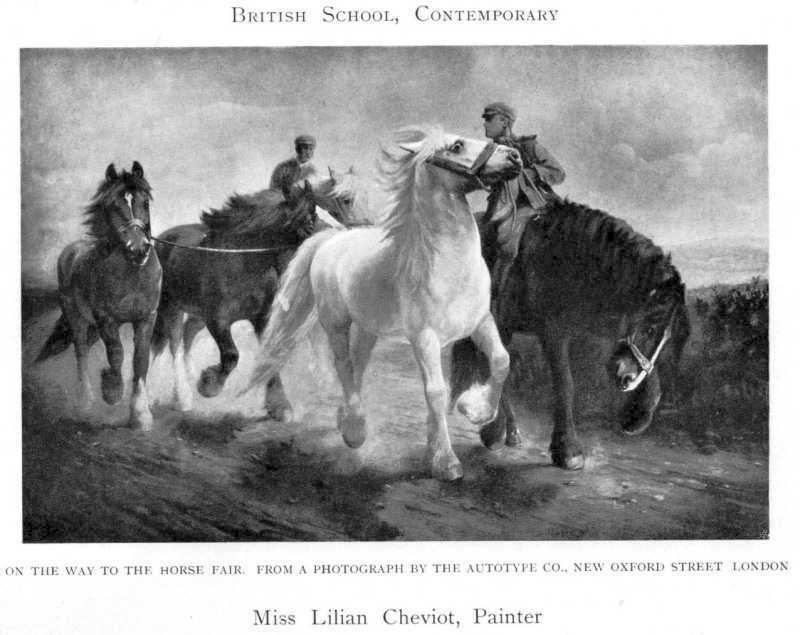
По дороге на Лошадиную ярмарку

Жила в Южном Молси в Суррее и выставлялась в Королевской академии в Лондоне в 1895 и 1899 годах. Училась в Школе рисования животных Фрэнка Кальдерона и Школе жизни Уолтера Донна, выставлялась в Королевской академии художеств в 1895 году с картиной «There’s many a Slip» и в 1899 году с «Котятами». Её работа "По дороге на лошадиную ярмарку " вошла в книгу 1905 года «Женщины-художницы мира». В 1911 году её иллюстрации вошли в книгу «Новая книга о собаке».

Examples of dogs by Lilian Cheviot
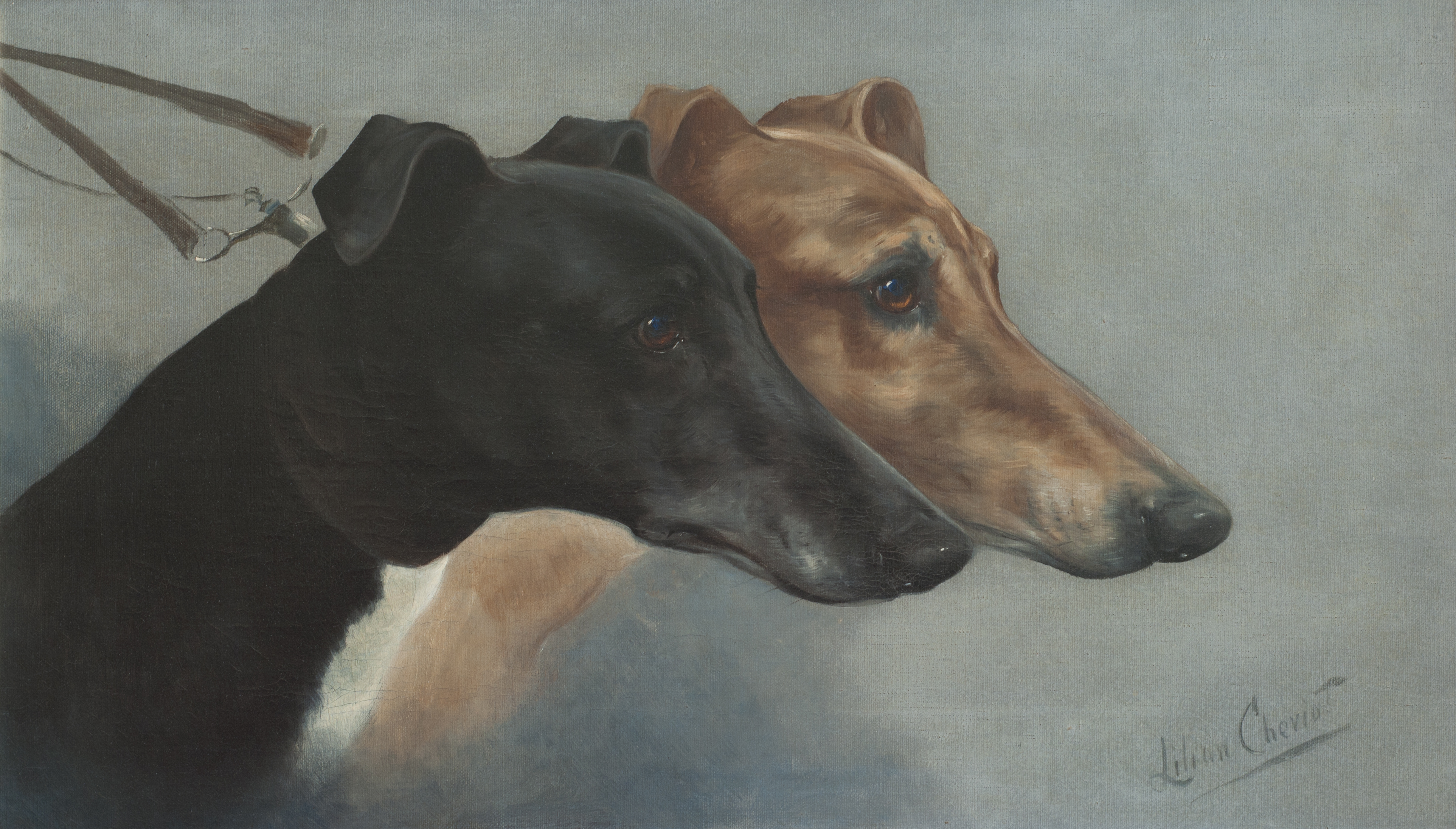
Дилвин и Леукрикс на Кубке Ватерлоо (1914 г.)
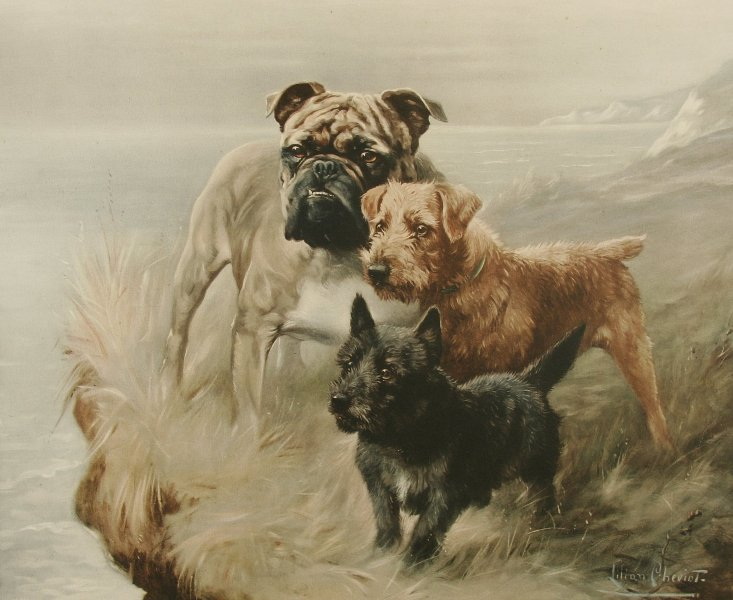
Иди сюда
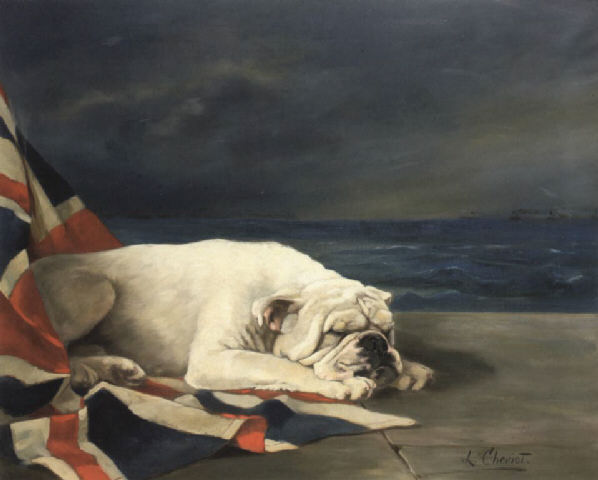
Просыпайся, Англия